# فرانشيسكو سارنيليتتا
فرانشيسكو سارنيليتتا (بالإيطالية: Francesco Carnelutti)‏ هو ممثل إيطالي، ولد في 8 أبريل 1936 بروما في إيطاليا، وتوفي بنفس المكان في 26 نوفمبر 2015.

## أعمال

### أفلام
- (1987) بطن مهندس معماري
- (2006) شيفرة دا فينشي[2]

## وصلات خارجية
- فرانشيسكو سارنيليتتا على موقع IMDb (الإنجليزية)
- فرانشيسكو سارنيليتتا على موقع قاعدة بيانات الأفلام العربية
- فرانشيسكو سارنيليتتا على موقع ألو سيني (الفرنسية)
- فرانشيسكو سارنيليتتا على موقع أول موفي (الإنجليزية)
- فرانشيسكو سارنيليتتا على موقع قاعدة بيانات الأفلام السويدية (السويدية)
- فرانشيسكو سارنيليتتا على موقع قاعدة بيانات الفيلم (الإنجليزية)
- فرانشيسكو سارنيليتتا على موقع كينوبويسك (الروسية)